# Peplonia macrophylla
Peplonia macrophylla är en oleanderväxtart som först beskrevs av Gustaf Oskar Andersson Malme, och fick sitt nu gällande namn av U.C.S.Silva och Rapini. Peplonia macrophylla ingår i släktet Peplonia och familjen oleanderväxter. Inga underarter finns listade i Catalogue of Life.